# Austin Powers: Oh, Behave! и Welcome to My Underground Lair!

Обложка Welcome to My Underground Lair!

Austin Powers: Oh, Behave! и Austin Powers: Welcome to My Underground Lair! — сборники мини-игр для Game Boy Color, разработанные Tarantula Studios и выпущенные Rockstar Games в 2000 году. Набор игр в сборниках практически идентичен, две игры поддерживают сетевую игру между собой. Игры получили отрицательные отзывы критиков.

## Игровой процесс
Oh, Behave и Welcome to My Underground Lair являются сборниками мини-игр. При запуске любой из игр игрок попадает в меню, стилизованное под графическую оболочку операционной системы, через которое он может запускать различные программы: калькулятор, текстовый процессор, интернет-браузер с доступом к справочным материалам по серии фильмов «Остин Пауэрс», и ряд игр.
Oh, Behave содержит три мини-игры: «Rock, Paper, Scissors», «Domination» (аналог реверси) и «Mojo Maze» (клон Pac-Man). Все три игры выполненыи в тематике «Остина Пауэрса» и используют персонажей серии.
Welcome to My Underground Lair также содержит «Kin-Evil» — Evel Knievel в новом сеттинге. Кроме того, в игре «Mojo Maze» главным героем является Доктор Зло, а не Остин Пауэрс.
Некоторые программы и мини-игры поддерживают сетевой режим для двух игроков при использовании Game Link Cable, при этом один игрок может играть с картриджа Oh, Behave, а второй — с Welcome to My Underground Lair.

## Отзывы критиков
Крис Карл из IGN оценил обе игры на 3 балла из 10, назвав их «бесстыжим использованием лицензии [„Остина Пауэрса“]».
В 2012 году журнал GameRevolution поставил сборники на 4 место в спике худших игр Rockstar Games.